# Jean-Gabriel Dentu
Pour les articles homonymes, voir Dentu.
Jean-Gabriel Dentu, né en 1770 à Paris où il est mort le 18 mars 1840, est un imprimeur-libraire français.

## Biographie
Fils d’un employé d’administration publique, Dentu commença à travailler en 1782, à l’âge de 12 ans, comme ouvrier imprimeur chez Philippe-Denis Pierres. Vers l’été 1794, il s’établit imprimeur dans l’ancien passage Feydeau, à l’extrémité de la rue des Colonnes. Plus tard, il déménagea sa librairie, qui devait acquérir promptement une si grande importance, au no 240 du Palais-Royal, dans les anciennes galeries de bois. Une de ses premières créations, qui eut un immense succès, fut celle du Journal des Dames, avec la collaboration de La Mésangère. Prenant très au sérieux son état de libraire, il ne publia que de beaux livres de voyages, d’histoire naturelle et de géographie, de traductions importantes et de haute littérature. Les principaux ouvrages édités par lui en ce genre ont pour auteurs Sonnerat, Manoncourt, Azara, Le Chevalier, Pinkerton (en), Eyriès, Walckenaer, Dureau de la Malle et Pouqueville
. En littérature, il publia les œuvres de Bitaubé, celles d’Ossian, traduites par Letourneur, une édition de Vauvenargues, par Suard, les lettres de Bolingbroke, puis diverses productions de Suard, l’abbé Galiani, Botta, Salgues, Lévêque et Dulaure. Il donna une bibliothèque de romans traduits des meilleurs auteurs allemands et anglais. Il fut aussi un des premiers éditeurs d’ouvrages sur le mesmérisme, au nombre desquels on citera ceux de Puységur. Peu à peu, les auteurs et leurs amis ayant pris l’habitude de se réunir chez lui, ce devint une sorte de salon de lettrés dont les conversations délicates et choisies valaient bien pour le moins le tapage des librairies-clubs qui en étaient voisines.
Royaliste, il eut fréquemment maille à partir avec la police sous l’Empire. Il eut également de grands démêlés avec Étienne et Malte-Brun, d’ordre littéraire avec Étienne, au sujet de sa comédie des Deux-Gendres, que l’on prétendait être imitée d’une pièce d’un jésuite intitulée Conaæa et d’ordre judiciaire avec Malte-Brun, à propos des emprunts faits par celui-ci à la géographie de Pinkerton. En 1815, pendant les Cent-Jours, Florian de Kergorlay ayant publié la brochure intitulée Des Lois existantes et du 9 mai 1815, Dentu, qui en était l’imprimeur et l’éditeur, fut arrêté et mis en prison sans jugement. Il ne fut libéré qu’au second retour des Bourbons. Sous la Restauration, sa librairie fut moins calme. Très ardent royaliste, il s’était jeté dans la bataille avec les ultras. Il fut le vrai fondateur, en 1819, du Drapeau blanc, avec Martainville qui l’a trop effacé et fait qu’on ne pense pas assez à lui. Il y fut, en effet, assez longtemps seul maitre, ayant acheté à Martainville sa part de propriété et amené dans son journal, pour qu’il prit une part d’originalité et d’autorité qui manquait, Nodier et Lamennais. Cette feuille, d’abord hebdomadaire, devint bientôt quotidienne. Monarchique et indépendante, elle eut un grand retentissement dans la politique de l’époque.
En 1826, Dentu se retira complètement des affaires et fut remplacé par son fils Gabriel-André Dentu. On lui doit plusieurs factums, notamment à l’occasion du procès en plagiat qu’il avait intenté à Malte-Brun en 1811, du recueil d’anecdotes le Conteur de société… (1808) et coauteur de la Biographie des députés de la Chambre… (1826). À sa mort, il fut inhumé, le 20 mars, sur la paroisse Saint-Germain-des-Prés.